# باتريك لويس
باتريك لويس (بالفرنسية: Patrick Louis)‏ هو اقتصادي وسياسي فرنسي، ولد في 22 أكتوبر 1955 في فرنسا. حزبياً، نشط في Movement for France ‏.

## مناصب
- في انتخابات البرلمان الأوروبي 2004، انتخب عضو في البرلمان الأوروبي عن دائرة جنوب شرق فرنسا [الإنجليزية]‏ لترشحه ضمن   قائمة Movement for France [الإنجليزية]‏، وقد انضم خلال فترته النيابية (20 يوليو 2004 – 13 يوليو 2009)  للكتلة البرلمانية كتلة استقلال/ديمقراطية [الإنجليزية]‏.
- انتخب عضو مجلس جهوي رون ألب (2010 – 2015).
- انتخب كاتب عام Movement for France [الإنجليزية]‏ (2008 – ).
- انتخب عضو في البرلمان الأوروبي (2004 – 2009).